# Disney's All-Star Resort
Le Disney's All-Stars Resort est un ensemble de trois hôtels de Walt Disney World Resort sur le thème des stars et icônes de la culture américaine : le cinéma (exclusivement les films Disney), la musique et le sport.
C'est le premier « hôtel » à bas prix de Walt Disney World, construit pour concurrencer les motels des alentours avec les prix très attractifs. Il inaugura un style particulier d'hôtel conçu par le cabinet d'architecte Arquitectonica et repris pour le Disney's Pop Century Resort. Chaque hôtel compte 1920 chambres pour un total de 5760 chambres.
Les trois hôtels sont situés côte-à-côte et partagent leurs parkings. Le Sports est situé au nord à l'entrée du complexe, puis viennent le Music et enfin le Movies tout au sud.

## Disney's All-Stars Sports Resort
C'est le premier ouvert le 29 avril 1994 sur le thème du sport.
Pour plus d'informations voir le Disney's All-Star Sports Resort

## Disney's All-Stars Music Resort
C'est le second motel ouvert en novembre 1994 sur le thème de la musique.
Pour plus d'informations voir le Disney's All-Star Music Resort

## Disney's All-Stars Movie Resort
C'est la dernière partie de l'ensemble ouverte en 1999 sur le thème des films Disney.
Pour plus d'informations voir le Disney's All-Star Movies Resort

## Environs
Juste à l'entrée du complexe hôtelier, un restaurant McDonald's adopte une architecture assez proche.